# Reymondia pyramidalis
Reymondia pyramidalis es una especie de molusco gasterópodo de la familia Thiaridae en el orden de los Mesogastropoda.

## Distribución geográfica
Se encuentra en Tanzania y, posiblemente, República Democrática del Congo.

## Hábitat
Su hábitat natural son: lagos de agua dulce.